# 대륙별 나라 목록
 세계의 나라 (가나다)
아래 목록은 유엔(UN)의 분류를 따른다.

## 아시아

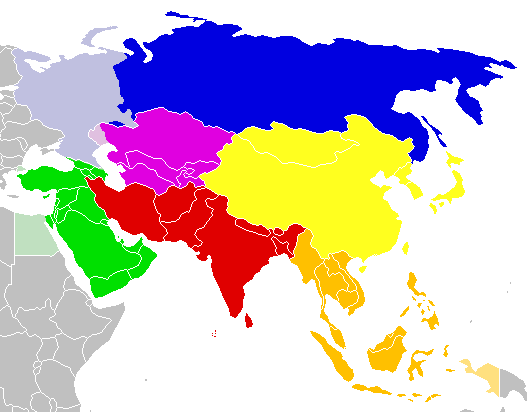
아시아의 세부지역:
동유럽(러시아)
중앙아시아
서아시아
남아시아
동아시아
동남아시아

### 동아시아
- 대한민국
- 조선민주주의인민공화국 (북한)
- 일본
- 중화인민공화국 (중국)
- 중화민국
- 몽골

### 동유럽
- 러시아 (우크라이나랑 전쟁 중)

### 동남아시아
- 인도네시아
- 미얀마
- 태국
- 베트남
- 말레이시아
- 필리핀
- 라오스
- 캄보디아
- 동티모르
- 브루나이
- 싱가포르

### 남아시아
- 네팔
- 몰디브
- 방글라데시
- 부탄
- 스리랑카
- 아프가니스탄
- 이란
- 인도
- 파키스탄

### 중앙아시아
- 우즈베키스탄
- 카자흐스탄
- 키르기스스탄
- 타지키스탄
- 투르크메니스탄

### 서아시아
- 레바논
- 바레인
- 사우디아라비아
- 시리아
- 아랍에미리트
- 아르메니아
- 이란
- 요르단
- 이라크
- 이스라엘 (팔레스타인 하마스와 전쟁 중)
- 카타르
- 쿠웨이트
- 키프로스
- 북키프로스
- 튀르키예
- 팔레스타인 (이스라엘과 전쟁 중)
- 조지아
- 남오세티야
- 압하지야

## 아프리카

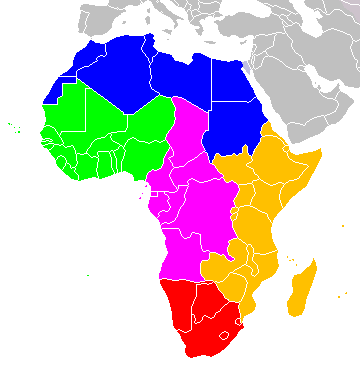
아프리카의 세부지역:
북아프리카
서아프리카
중앙아프리카
동아프리카
남아프리카

### 동아프리카
- 코모로
- 지부티
- 에리트레아
- 에티오피아
- 케냐
- 세이셸
- 소말리아
- 소말릴란드
- 탄자니아

### 중앙아프리카
- 중앙아프리카 공화국
- 콩고 민주 공화국
- 우간다
- 부룬디
- 르완다
- 남수단

### 서아프리카
- 베냉
- 부르키나파소
- 카보베르데
- 차드
- 코트디부아르
- 감비아
- 가나
- 기니
- 기니비사우
- 라이베리아
- 말리
- 모리타니
- 니제르
- 나이지리아
- 비아프라
- 세네갈
- 시에라리온
- 토고
- 콩고 공화국
- 적도 기니
- 가봉
- 카메룬
- 상투메 프린시페

### 남아프리카
- 앙골라
- 보츠와나
- 에스와티니
- 레소토
- 마다가스카르
- 말라위
- 모리셔스
- 모잠비크
- 나미비아
- 남아프리카 공화국
- 세인트헬레나
- 잠비아
- 짐바브웨

### 북아프리카
- 알제리
- 이집트
- 리비아
- 모로코
- 수단
- 튀니지
- 사하라 아랍 민주 공화국

## 유럽

UN 통계국에 따른 유럽의 구분
동유럽
서유럽
남유럽
북유럽

### 남유럽
- 포르투갈
- 몰타
- 스페인
- 산마리노
- 바티칸 시국
- 세르비아
- 몬테네그로
- 슬로베니아
- 그리스
- 보스니아 헤르체고비나
- 북마케도니아
- 알바니아
- 크로아티아
- 코소보
- 이탈리아

### 북유럽
- 노르웨이
- 덴마크
- 라트비아
- 리투아니아

- 스웨덴
- 아이슬란드
- 아일랜드
- 에스토니아
- 영국
- 핀란드

### 동유럽
- 러시아
- 루마니아
- 몰도바
- 벨라루스
- 불가리아
- 슬로바키아
- 우크라이나
- 체코
- 폴란드
- 헝가리

### 서유럽
- 네덜란드
- 독일
- 룩셈부르크
- 리히텐슈타인
- 모나코
- 벨기에
- 스위스
- 안도라
- 오스트리아
- 프랑스

## 아메리카

### 북아메리카
- 과테말라
- 도미니카 연방
- 미국
- 멕시코
- 바베이도스
- 바하마
- 벨리즈
- 세인트루시아
- 세인트빈센트 그레나딘
- 세인트키츠 네비스
- 아이티
- 앤티가 바부다
- 엘살바도르
- 온두라스
- 자메이카
- 캐나다
- 코스타리카
- 쿠바
- 트리니다드 토바고
- 파나마

### 남아메리카
- 가이아나
- 베네수엘라
- 볼리비아
- 브라질
- 수리남
- 아르헨티나
- 에콰도르
- 우루과이
- 칠레
- 콜롬비아
- 파나마
- 파라과이
- 페루

## 오세아니아

### 오스트랄라시아
- 오스트레일리아
- 뉴질랜드

### 멜라네시아
- 바누아투
- 솔로몬 제도
- 파푸아뉴기니
- 피지

### 미크로네시아
- 나우루
- 마셜 제도
- 미크로네시아 연방
- 키리바시
- 팔라우

### 폴리네시아
- 투발루
- 사모아
- 통가

## 그 외 지역
- 지브롤터
- 맨섬
- 올란드 제도
- 페로 제도
- 신트마르턴
- 영국령 버진아일랜드
- 체코령 실레시아
- 어센션섬
- 과들루프
- 프랑스령 기아나
- 아메리칸사모아
- 영국령 남극 지역
- 보네르섬
- 사바섬
- 트리스탄다쿠냐
- 이스터섬
- 레위니옹
- 칠레령 남극 지역
- 마요트
- 마데이라 제도
- 마르티니크
- 남극
- 아소르스 제도
- 푼틀란드
- 아자드 카슈미르
- 동튀르키스탄
- 내몽골 자치구
- 길기트발티스탄
- 하와이주
- 잠무 카슈미르주
- 갈무두그
- 아토스산
- 카라칼파크스탄
- 아자리야
- 영국령 인도양 지역
- 로자바
- 카나리아 제도
- 노퍽섬
- 산호해 제도
- 애시모어 카르티에 제도
- 코코스 제도
- 니우에
- 미국 (미국령 군소 제도와 하와이주)
- 아메리칸사모아
- 왈리스 푸투나
- 칠레 (이스터섬)
- 쿡 제도
- 토켈라우
- 프랑스령 폴리네시아
- 핏케언 제도
- 북마리아나 제도
- 괌
- 미국 (미국령 군소 제도)
- 일본 (오가사와라 제도)
- 누벨칼레도니
- 미국령 버진아일랜드
- 몬트세랫
- 생마르탱
- 생바르텔레미
- 생피에르 미클롱
- 앵귈라
- 터크스 케이커스 제도
- 케이맨 제도
- 사우스조지아 사우스샌드위치 제도
- 퀴라소
- 아루바
- 포클랜드 제도
- 프랑스령 기아나